# Дипиньяно
Дипиньяно (итал. Dipignano) — коммуна в Италии, располагается в регионе Калабрия, в провинции Козенца.
Население составляет 4364 человека (2008 г.), плотность населения составляет 189 чел./км². Занимает площадь 23 км². Почтовый индекс — 87045. Телефонный код — 0984.
Покровителем коммуны почитается святитель Николай Мирликийский, празднование 6 декабря, а также святой мученик Лаверий, почитаем в районе Лауриньяно (Laurignano).

## Демография
Динамика населения:

## Администрация коммуны
- Официальный сайт: http://dipignano.asmenet.it Архивная копия от 27 марта 2022 на Wayback Machine